# Felix Zimmermann (Journalist)
Felix Zimmermann (* 1974 in Göttingen) ist ein deutscher Journalist.

## Leben und Werdegang
Felix Zimmermann wurde 1974 in Göttingen geboren und wuchs in Eddigehausen (Niedersachsen) und Oldenburg (Niedersachsen) auf. Er studierte Geschichte und Soziologie in Bielefeld, Madrid und München, 1999 schloss er das Studium mit dem Magisterexamen ab. Anschließend absolvierte er die Journalistenausbildung an der Henri-Nannen-Schule in Hamburg. Er war zunächst Lokalreporter der Berliner Zeitung und von 2003 bis 2005 als Nahostkorrespondent dieser Zeitung in Tel Aviv und  Ramallah tätig. In dieser Zeit gehörte er zu den Gründungsmitgliedern des Auslandskorrespondenten-Netzwerks Weltreporter. Ab Oktober 2005 arbeitete er als freier Journalist für taz, Die Zeit, Merian und andere Zeitungen und Zeitschriften in Oldenburg. Dort gründete er das Onlinemagazin Oldenburger Lokalteil.
2008 initiierte er mit Kai Schächtele den Journalistenverband Freischreiber und war anschließend im Vorstand des Verbandes tätig. Dafür wurden beide bei der Preisverleihung der „Journalisten des Jahres“ 2008 der Zeitschrift Medium Magazin in der Kategorie „Newcomer des Jahres“ ausgezeichnet. Seit September 2012 leitete er bei der taz als Nachfolger von Georg Löwisch das Wochenendressort. Er ist Lehrbeauftragter für "Journalistisches Schreiben" an der Carl von Ossietzky Universität Oldenburg. Im Sommer 2021 gab er die Leitung des taz-Wochenendressorts ab und zog mit seiner Familie wieder nach Oldenburg, blieb aber Redakteur der taz. In der ZEIT-Beilage Christ&Welt schrieb er die Kolumne "Pfarrmann" und ist für das Blatt als Autor tätig.
Im Februar 2023 verklagte Zimmermann den in Oldenburg ansässigen Energiekonzern EWE erfolgreich auf Herausgabe von Informationen über dessen Spenden- und Sponsoringmaßnahmen seit 2014.

## Bücher
- Schauplatz Palästina. Leben auf beiden Seiten der Mauer. Herder, Freiburg 2012, ISBN 978-3-451-05666-6.